# Mathisenskaget
Mathisenskaget (norwegisch) ist ein 2260 m hoher Berg in der Heimefrontfjella des ostantarktischen Königin-Maud-Lands. Er ist die südwestlichste Erhebung der Sivorgfjella.
Wissenschaftler des Norwegischen Polarinstituts benannten ihn 1985. Namensgeber sind die norwegischen Brüder Franz Edvin Mathisen (1903–1943) und Alfred Mathisen (1907–1941), Widerstandskämpfer gegen die deutsche Besatzung Norwegens im Zweiten Weltkrieg. Alfred wurde von den Besatzern hingerichtet, Franz starb während seiner Haftzeit.